# Ким Соён (актриса, 1980)
Ким Соён (кор. 김소연?, 金素姸?; род. 2 ноября 1980 года, Сеул, Республика Корея) — южнокорейская актриса, известная по ролям в телесериалах: «Всё о Еве» (2000), «Айрис» (2009), «Очаровательный прокурор» (2010), «Счастливый дом» (2016) и «Пентхаус: Война в жизни» (2020–2021). Номинантка на престижную премию Кореи «Голубой дракон» и лауреатка премии «Пэксан»

## Карьера
Ким Соён дебютировала в 1994 году в возрасте 14 лет, приняв участие в конкурсе красоты Miss Binggrae без одобрения родителей. Затем, на втором году в средней школы, она использовала фломастер в качестве подводки для глаз и в итоге выиграла главный приз, тем самым положив начало своей карьере в сфере развлечений. Вскоре после своего актёрского дебюта в «Учитель динозавров» она так же снялась в популярных телешоу, таких как «Репортаж о дежурстве» 1996 года и «Клиника Сунпун» 1998 года, одновременно ведя музыкальную программу «Inkigayo», и так же снялась в многочисленных рекламных роликах, став первым корейским звёздным подростком, которая заработала более 100 миллиона вон от рекламной коммерческой деятельности. Из-за её неестественно зрелой внешности и самообладания её часто снимали в более зрелых ролях, в частности, в роли манипулятивной, злодейской ведущей в фильме «Всё о Еве», который набрал максимальный рейтинг зрителей 45,2%, когда он вышел в эфир в 2000 году.
Однако то, что Ким играла чопорных, бессердечных персонажей, негативно сказалось на её карьере, и в середине 2000-х её слава пошла на спад. Её попытка пробиться в Китае через гонконгский фильм режиссёра Цуй Харка «Семь мечей», в котором она сыграла дворянку из Чосона, ставшую рабыней и китайские дорамы «Как прекрасная летающая бабочка» и «Торговый путь Империи Цин» также не увенчались успехом. Ким взяла перерыв на три года, сомневаясь, хочет ли она продолжать карьеру актрисы. Она вернулась на телевидение в 2008 году с сериалом «Гурман» (по мотивам одноимённой манхвы Ха Ён Мана).
Год спустя карьера Ким пошла в гору благодаря высокобюджетному сериалу «Айрис» 2009 года. Она отрезала свои фирменные длинные волосы и усердно работала над боевыми сценами, чтобы убедительно сыграть северокорейскую шпионку, и получила похвалу за то, что изобразила жёсткую женщину, разрывающуюся между преданностью своей стране и любовью к южнокорейскому агенту. Позже Ким повторила эту роль в переработанной версии «Айрис: Фильм», спин-оффе сериала «Афина: Богиня войны» (2010) и сиквеле «Айрис 2» (2013).
В 2010 году Ким получила главную роль в романтической комедии «Очаровательный прокурор» и продемонстрировала свою многогранность, сыграв начинающего окружного прокурора, вдохновлённого «Блондинкой в законе», которая поначалу больше интересуется шопингом и свиданиями, но удивляет коллег своим умом и учится бороться за справедливость. Ким сказала, что весёлый и непредсказуемый персонаж был похож на неё саму. Позже в том же году она сыграла строгого врача в спортивной драме «Доктор Чэмп».
В 2012 году Ким появилась на большом экране в роли королевской бариста, вовлечённой в заговор с целью убийства императора Коджона в фильме «Русский кофе», снятом по историческому роману Ким Таквана. Она несколько месяцев изучала русский язык и приготовление кофе ещё до начала съёмок. «Русский кофе» стал первым корейским полнометражным фильмом Ким за 15 лет, с момента выхода «Перемены» в 1997 году. За ним последовала ещё одна историческая дорама «Великий провидец», в которой она сыграла целительницу из Корё.
Ким воссоединилась со сценаристом «Очаровательного прокурора» Со Хён Кён в сериале «Две недели» 2013 года в роли прокурора, которая объединяется с беглецом, чтобы разоблачить коррумпированного политика и его приспешника-гангстера. В 2014 году она сыграла модного мерчендайзера, которая влюбляется в своего друга детства, который намного младше её, в сериале «Хочу романтики 3». Затем Ким появилась в специальном выпуске «Женщина-солдат» военного реалити-шоу «Настоящие мужчины».
В 2015 году она снялась во втором кабельном сериале «Влюбиться в Сун Чон» о бизнесмене, который влюбляется в свою секретаршу после того, как ему пересадили сердце. Ким также приняла участие в четвёртом сезоне шоу «Молодожёны» в паре с Квак Си Яном.
В 2016 году Ким снялась в драме «Счастливый дом» на канале MBC, сыграв мать, потерявшую сына в результате несчастного случая.
В марте 2018 года Ким покинула своё предыдущее агентство Namoo Actors и 3 апреля 2018 года подписала эксклюзивный контракт с J Wide Company. Затем она снялась в дораме SBS «Тайная мать». В марте 2019 года Ким вернулась на малые экраны в дораме KBS «Моя самая красивая на свете дочь».
В 2020 году она снялась в телесериале SBS «Пентхаус: Война в жизни», сыграв роль порочной, но знаменитой певицы и директора музыкальной школы. Ким сравнила эту роль со своей знаменитой ролью злодейки в фильме «Всё о Еве», которую она исполнила 20 лет назад, отметив: «Цель этой дорамы в том, чтобы, когда люди будут думать о злодейке, они вспоминали Чон Со Джин, как когда-то вспоминали Хо Ён Ми». Сериал набрал рекордный рейтинг в 28,8% по всей стране и был продлён ещё на 2 сезона, в которых Ким вновь сыграла свою роль. Кроме того, Ким получила награду на 57-й церемонии вручения премии «Пэксан» в категории «Лучшая женская роль» и Гран-при (Дэсан) на церемонии SBS Drama Awards в 2021 году.
В 2023 году Ким снялась в эпизодической роли в дораме SBS «Таксист 2», сыграв роль первого элитного таксиста организации. Она сыграла главную женскую роль в дораме tvN «История девятихвостого лиса 1938» вместе с актёром Ли Дон Уком. Она снялась в эпизодической роли «Рю Хон Джу» в дораме SBS «Сбежавшая семёрка».
В 2024 году Ким получила роль домохозяйки, которая продаёт товары для взрослых, в дораме JTBC «Тихие продажи».

## Личная жизнь
6 сентября 2016 года было подтверждено, что Ким Соён и актёр Ли Сану состоят в отношениях. В июне 2017 года состоялась их свадьба.

## Фильмография

### Сериалы
| Год  | Название            | Название на русском     | Роль       |
| ---- | ------------------- | ----------------------- | ---------- |
| 2000 | 엄마야 누나야       | Мама и сестра           | Но Сынри   |
| 2000 | 이브의 모든것       | Всё о Еве               | Хо Ёнми    |
| 2002 | 삼총사              | Трио                    | Чхве Соён  |
| 2004 | 햇빛 쏟아지다       | Солнечный свет льётся   |            |
| 2005 | 가을 소나기         | Осенний ливень          | Ли Гюын    |
| 2008 | 식객                | Гурман                  | Юн Джухи   |
| 2009 | 아이리스            | Айрис                   | Ким Сонхва |
| 2010 | 검사 프린세스       | Очаровательный прокурор | Ма Хери    |
| 2010 | 닥터챔프            | Доктор Чэмп             | Ким Ёну    |
| 2010 | 아테나: 전쟁의 여신 | Афина — богиня войны    | Ким Сонхва |
| 2012 | 대풍수              | Великий провидец        | Хэ Ин      |
| 2013 | 아이리스2           | Ирис-2                  | Ким Сонхва |
| 2020 | 펜트하우스          | Пентхаус                | Чон Соджин |
| 2015 | 순정에 반하다       | Влюбиться в Сунджон     | Сунджон    |

### Художественные фильмы
| Год  | Название | Название на русском | Роль           |
| ---- | -------- | ------------------- | -------------- |
| 1996 |          | Босс                |                |
| 1997 |          | Изменение           | Ко Ынби        |
| 2005 | 칠검     | Семь мечей          | Зелёный жемчуг |
| 2010 | 아이리스 | Ирис                | Ким Сонхва     |
| 2012 | 가비     | Русский кофе        | Таня           |

## Награды и номинации
| Награда                                 | Год  | Category                                                              | Работа                                                                           | Результат | Ист.          |
| --------------------------------------- | ---- | --------------------------------------------------------------------- | -------------------------------------------------------------------------------- | --------- | ------------- |
| APAN Star Awards                        | 2013 | Выдающиеся достижения, актриса                                        | Две недели                                                                       | Победа    |               |
| APAN Star Awards                        | 2016 | Выдающиеся достижения, актриса в многосерийном драматическом сериале  | Счастливый дом                                                                   | Победа    |               |
| APAN Star Awards                        | 2022 | Выдающиеся достижения, актриса в многосерийном драматическом сериале  | Пентхаус: Война в жизни 2 и 3                                                    | Номинация | [ 48 ]        |
| Asia Model Awards                       | 2011 | Asia Special Award                                                    | Ким Соён                                                                         | Победа    |               |
| Премия «Пэксан»                         | 2010 | Лучшая женская роль — телевидение                                     | Айрис                                                                            | Номинация |               |
| Премия «Пэксан»                         | 2021 | Лучшая женская роль — телевидение                                     | Пентхаус: Война в жизни                                                          | Победа    | [ 49 ]        |
| Кинопремия «Голубой дракон»             | 1998 | Лучшая актриса-новичок                                                | Перемены                                                                         | Номинация |               |
| Brand of the Year Awards                | 2023 | Лучшая актриса года (драма)                                           | Ким Соён                                                                         | Победа    | [ 50 ]        |
| Broadcast Advertising Festival          | 2022 | CF Star Award                                                         | Ким Соён                                                                         | Победа    | [ 51 ]        |
| Международный кинофестиваль в Пусане    | 2013 | Female Fashionista Award                                              | Ким Соён                                                                         | Победа    |               |
| Grimae Awards                           | 2021 | Лучшая женская роль                                                   | Пентхаус: Война в жизни                                                          | Победа    | [ 52 ]        |
| Herald-Donga TV Lifestyle Awards        | 2013 | Лучший стиль                                                          | Ким Соён                                                                         | Победа    | [ 53 ]        |
| KBS Drama Awards                        | 1995 | Лучшая молодая актриса                                                | Daughters of a Rich Family Drama Game Minwoo vs. Minwoo What Summer of Two Girls | Победа    |               |
| KBS Drama Awards                        | 2009 | Премия за популярность, актриса                                       | Айрис                                                                            | Победа    | [ 54 ]        |
| KBS Drama Awards                        | 2009 | Выдающиеся достижения, актриса в драме средней продолжительности      | Айрис                                                                            | Номинация |               |
| KBS Drama Awards                        | 2019 | Выдающиеся достижения, актриса в многосерийном драматическом сериале  | Моя самая красивая на свете дочь                                                 | Победа    | [ 55 ]        |
| Korean Broadcasting Awards              | 2021 | Награда за популярность                                               | Пентхаус: Война в жизни 1 и 2                                                    | Номинация | [ 56 ]        |
| Korea Drama Awards                      | 2016 | Гран-при (Дэсан)                                                      | Счастливый дом                                                                   | Победа    |               |
| Korea Drama Awards                      | 2016 | Звезда года                                                           | Счастливый дом                                                                   | Победа    |               |
| Korean Culture and Entertainment Awards | 2012 | Лучшая женская роль (фильм)                                           | Русский кофе                                                                     | Победа    |               |
| MBC Drama Awards                        | 2000 | Любимый персонаж зрителя (актриса)                                    | Всё о Еве                                                                        | Победа    |               |
| MBC Drama Awards                        | 2013 | Выдающиеся достижения, актриса в мини-сериале                         | Две недели                                                                       | Номинация |               |
| MBC Drama Awards                        | 2016 | Гран-при (Дэсан)                                                      | Счастливый дом                                                                   | Номинация |               |
| MBC Drama Awards                        | 2016 | Выдающиеся достижения, актриса в многосерийном драматическом сериале  | Счастливый дом                                                                   | Победа    |               |
| MBC Drama Awards                        | 2016 | Лучшая пара                                                           | Ким Соён и Ли Сану Счастливый дом                                                | Номинация | [ 57 ]        |
| MBC Entertainment Awards                | 2015 | Выдающиеся достижения в области варьете-шоу                           | Молодожёны                                                                       | Победа    |               |
| Miss Binggrae Pageant                   | 1994 | Мисс Бинггре Июнь                                                     | Ким Соён                                                                         | Победа    |               |
| SBS Drama Awards                        | 1994 | Лучшая молодая актриса                                                | Учитель динозавров                                                               | Победа    |               |
| SBS Drama Awards                        | 1998 | Награда за популярность, актриса                                      | Soonpoong Clinic Winners I Love You, I Love You                                  | Победа    |               |
| SBS Drama Awards                        | 2008 | Лучшая женская роль второго плана в специальной дораме планирования   | Гурман                                                                           | Победа    |               |
| SBS Drama Awards                        | 2010 | ТОП-10 звёзд                                                          | Очаровательный прокурор, Доктор Чэмп                                             | Победа    | [ 58 ]        |
| SBS Drama Awards                        | 2010 | Выдающиеся достижения в специальной дораме планирования               | Доктор Чэмп                                                                      | Номинация |               |
| SBS Drama Awards                        | 2010 | Выдающиеся достижения, актриса в многосерийном драматическом сериале  | Очаровательный прокурор                                                          | Номинация |               |
| SBS Drama Awards                        | 2012 | Выдающиеся достижения, актриса в многосерийном драматическом сериале  | Великий провидец                                                                 | Номинация |               |
| SBS Drama Awards                        | 2018 | Выдающиеся достижения, актриса дневной дорамы/дорамы выходного дня    | Тайная мать                                                                      | Победа    | [ 59 ]        |
| SBS Drama Awards                        | 2020 | Выдающиеся достижения, актриса в драме средней продолжительности      | Пентхаус: Война в жизни                                                          | Победа    | [ 60 ]        |
| SBS Drama Awards                        | 2020 | Гран-при (Дэсан)                                                      | Пентхаус: Война в жизни                                                          | Номинация | [ 61 ]        |
| SBS Drama Awards                        | 2021 | Гран-при (Дэсан)                                                      | Пентхаус: Война в жизни 2 и 3                                                    | Победа    | [ 62 ]        |
| SBS Drama Awards                        | 2021 | Выдающиеся достижения, актриса в жанре мини-сериала/фэнтезийной драмы | Пентхаус: Война в жизни 2 и 3                                                    | Номинация | [ 63 ]        |
| SBS Drama Awards                        | 2021 | Лучшая пара                                                           | Ким Соён и Ом Ки Джун, Пентхаус: Война в жизни 2 и 3                             | Номинация | [ 64 ]        |
| Seoul International Drama Awards        | 2021 | Выдающаяся корейская актриса                                          | Пентхаус: Война в жизни                                                          | Номинация | [ 65 ] [ 66 ] |
| Seoul International Drama Awards        | 2021 | Лучшая женская роль                                                   | Пентхаус: Война в жизни                                                          | Номинация | [ 67 ]        |